# András Bodnár

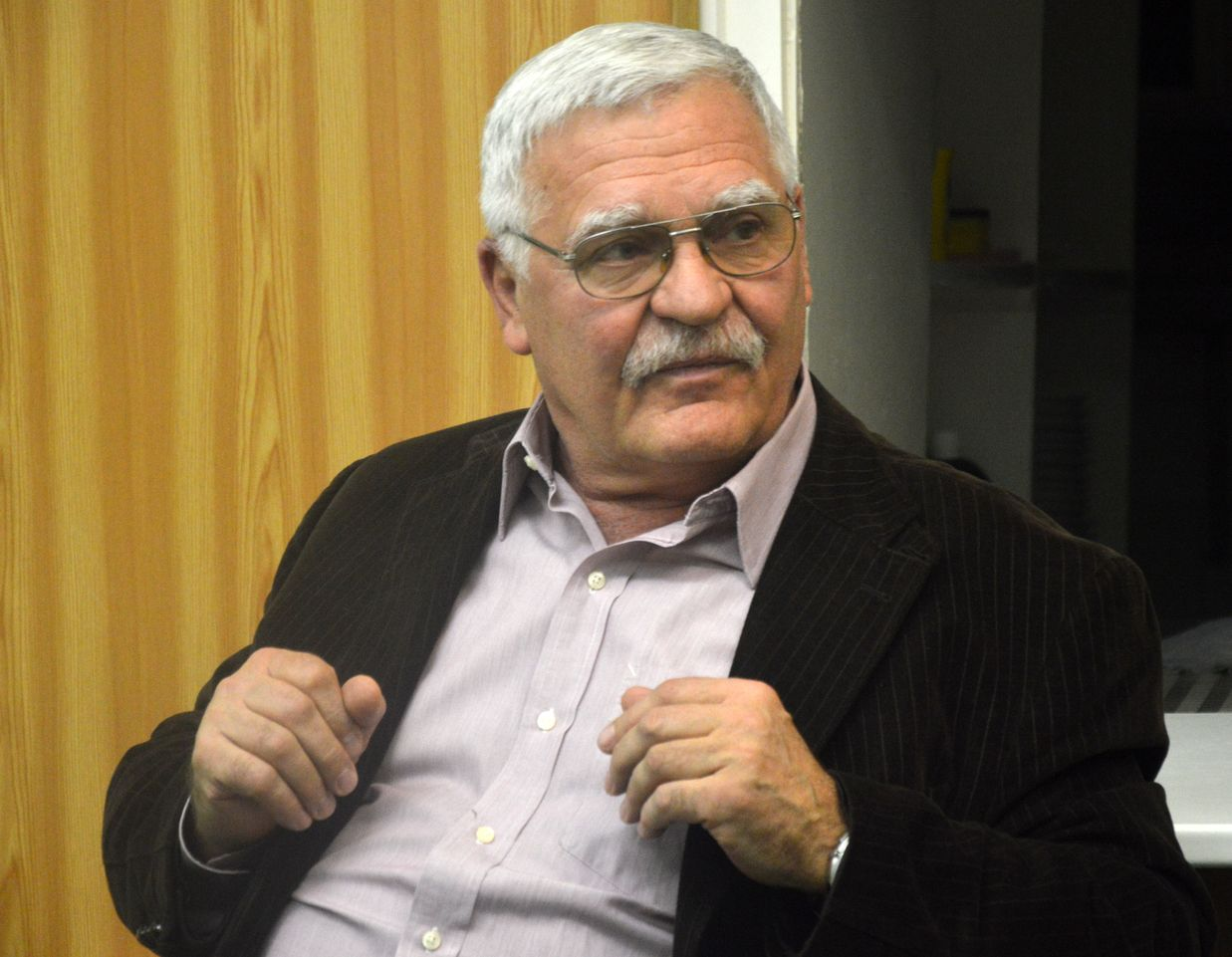
András Bodnár, 2014

András Bodnár (* 9. April 1942 in Uschhorod, damals Ungarn, heute Ukraine) ist ein ehemaliger ungarischer Wasserballer.
Bodnár begann seine sportliche Laufbahn in Eger und spielte während seiner Karriere für verschiedene Vereine aus dieser Stadt, zumeist für den Eger Sport-Club, bis er zum Studium nach Budapest wechselte. Bereits bei den Olympischen Spielen 1960 gehörte er zur ungarischen Nationalmannschaft und gewann mit dieser die Bronzemedaille. Zusätzlich startete er auch als Schwimmer auf der 1500-Meter-Freistildistanz, schied aber dort im Vorlauf aus. 1962 gewann Bodnár mit der ungarischen Mannschaft bei der Europameisterschaft seinen ersten großen Titel. 1964 in Tokio siegten die Ungarn gegen alle Teams außer die Jugoslawen, gegen die ein 4:4 erreicht worden war. Dank der besseren Tordifferenz gewannen die Ungarn Gold. Über 400 Meter Freistil war Bodnár im Vorlauf ausgeschieden.
1966 in Utrecht belegten die Ungarn den fünften Platz bei der Europameisterschaft, die großen Stars der 1950er Jahre hatten aufgehört und die neuen Spieler waren noch nicht durchgehend Weltklasse. Bei den Olympischen Spielen 1968 in Mexiko-Stadt verloren die Ungarn das Halbfinale gegen die Jugoslawen, siegten aber im Spiel um Bronze gegen Italien. 1970 erreichten die Ungarn bei der Europameisterschaft in Barcelona wieder das Finale, unterlagen aber der Mannschaft aus der UdSSR. Bei den Olympischen Spielen 1972 gewannen die Ungarn erneut Silber hinter der sowjetischen Mannschaft, Bodnár stand zum ersten Mal mit seinem Doktortitel in der Ergebnisliste. 1973 spielte Bodnár in der ungarischen Mannschaft, die den ersten Weltmeistertitel im Wasserball gewann, 1974 siegte er zum zweiten Mal nach 1962 bei der Europameisterschaft. Nach dem Gewinn der Vizeweltmeisterschaft 1975 endete Bodnárs sportliche Laufbahn. 2017 wurde er in die International Swimming Hall of Fame aufgenommen.
Bodnár blieb nach seiner sportlichen Karriere zunächst als Arzt an der Semmelweis-Universität, wechselte aber später an eine andere Klinik. 